# Rościszowa
Rościszowa – zniesiona miejscowość, obecnie na terenie wsi Naściszowa w Polsce położona w województwie małopolskim, w powiecie nowosądeckim, w gminie Chełmiec.

## Historia
Dawniej Rościszowa wraz z Brzeziem, Grabową, Kwieciszową i Naściszową z stanowiła część gminy jednostkowej Naściszowa. Następnie określana jako wólka Naściszowy.
W latach 1975–1998 miejscowość administracyjnie należała do województwa nowosądeckiego.